# Kona Williams
Kona Williams (* 20. Jahrhundert in Ottawa, Kanada) ist eine kanadische Forensikerin. Sie ist Kanadas erste indigene forensische Pathologin.

## Leben und Werk
Williams ist die Tochter von Gordon Williams, einem Cree der Peguis First Nation in Manitoba, und Karen Jacobs-Williams, einer Mohawk aus Kahnawake. Ihr Vorname Kona ist das Cree-Wort für Schnee: ko'ona. Sie und ihr Bruder sind Creehawks. Ihr Vater wurde gezwungen, die Birtle Indian Residential School nordwestlich von Brandon zu besuchen.
Sie schloss 2009 ihr Medizinstudium ab und 2014 ihre Facharztausbildung in anatomischer Pathologie an der Universität Ottawa. Sie absolvierte das Residency-Ausbildungsprogramms in forensischer Pathologie der University of Toronto und der Provincial Forensic Pathology Unit (FPU). 2016 wurde sie vom Ontario Forensic Pathology Service (OFPS) eingestellt, der Pathologiedienste für die Polizei von Ontario bereitstellt. 2018 wechselte sie zur North Eastern Regional Forensic Pathology Unit (NERFPU). 2021 wurde Williams medizinische Direktorin der NERFPU und Labormedizinische Direktorin für Health Sciences North.
2023 wurde Williams in das National Advisory Committee on Missing Children and Unmarked Burials berufen, das durch die Crown-Indigenous Relations-Behörde finanziert wird. Damit reiht sie sich in die Gruppe anderer unabhängiger Experten für Archäologie, Archivforschung, indigenes Recht, strafrechtliche Ermittlungen sowie Überlebende von Residential Schools ein.
Sie wurde zur First-Nations-Verbindungsperson des Ontario Forensic Pathology Service (OFPS) ernannt, fungiert als Botschafterin der Canadian Medical Association und ist im Vorstand der Indigenous Physicians Association of Canada.

## Untersuchungen zu kanadischen Internaten
Williams befasst sich mit der Entdeckung Hunderter unmarkierter Gräber in ehemaligen Internaten in British Columbia und Saskatchewan. Die Entdeckung unmarkierter Gräber in der Nähe ehemaliger Internate, darunter eines in der Nähe von Kamloops schockierte viele Kanadier, obwohl den First Nations-Gemeinden die Misshandlungen in diesen von den 1880er bis in die 1990er Jahre bestehenden Einrichtungen schon lange bekannt sind.
Anstatt in einer öffentlichen Schule oder an einer Universität etwas über das Internatssystem zu lernen, erfuhr Williams davon durch die Aboriginal Healing Foundation und die Truth and Reconciliation Commission of Canada. Sie beschäftigt sich mit der Weitergabe von Informationen wie Forensik den First Nations-Gemeinden helfen kann, die Wahrheit aufzudecken. Je nach Wunsch einer Gemeinde kann eine umfassendere Untersuchung eine Reihe von Experten erfordern, darunter: Archäologen, forensische Anthropologen, die in Knochen nach Hinweisen auf die Todesursache suchen, und Genealogen, die anhand von DNA-Proben die Verstorbenen lebenden Verwandten zuordnen können. Für die Identifizierung der in unmarkierten Gräbern gefundenen Kinder sind DNA-Proben von lebenden Verwandten und die Exhumierung aller Personen an einem bestimmten Ort erforderlich. Es ist nicht möglich, nur einen Teil der Kinder auf einem Friedhof oder einer Begräbnisstätte auszugraben und zu untersuchen, da die meisten Aufzeichnungen unvollständig sind und sich nicht feststellen lässt, wer in welchem Abschnitt des Friedhofs liegt, erklärt sie.
Williams empfiehlt die Einrichtung eines nationalen Komitees, das aus Forensikern, Ältesten und Überlebenden der Residential Schools besteht und die indigenen Gemeinschaften bei der weiteren Durchführung der Untersuchungen berät. Williams betrachtet die Ermittlungen als den Beginn eines langen und komplexen Prozesses zur Identifizierung von Opfern und zur Aufarbeitung der Vergangenheit Kanadas.